# Suraž
Suraž è una città della Russia europea sudoccidentale (Oblast' di Brjansk), situata sul fiume Iput', 177 km a sudovest del capoluogo Brjansk; dipende amministrativamente dal distretto omonimo, del quale è capoluogo.

## Società

### Evoluzione demografica
Fonte: mojgorod.ru
- 1897: 4.000
- 1939: 9.000
- 1959: 8.500
- 1970: 10.300
- 1989: 12.600
- 2007: 11.800